# 어깨 으쓱이기

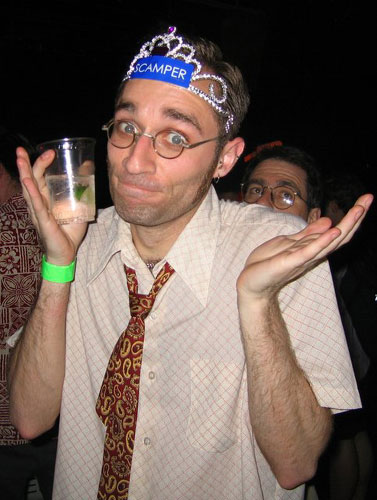
어깨를 으쓱이는 남자

유방 재건 수술 후 어깨 으쓱하기 운동 방법 다이어그램

어깨 으쓱이기(shrug)는 양쪽 어깨를 들어 올리는 제스처 또는 자세이다. 특정 국가에서는 어떤 것에 대해 무관심하거나 질문에 대한 답을 모른다는 것을 나타낸다.

## 어깨를 으쓱이는 행위
어깨를 올리는 행동은 손바닥을 위로 돌리고, 다문 입술을 아래로 당기고, 눈썹을 올리거나 머리를 한쪽으로 기울이는 것과 함께 나타날 수 있다. 어깨 으쓱이기는 엠블럼으로, 특정 문화권의 어휘에만 통합되어 단어를 대신하여 사용될 수 있다. 미국, 스웨덴, 모로코와 같은 많은 나라에서는 어깨 으쓱이기가 망설임이나 지식 부족을 나타내지만, 일본이나 중화인민공화국과 같은 다른 나라에서는 어깨 으쓱이기가 흔하지 않으며 망설임을 나타내는 데 사용되지 않는다. 필리핀, 이란, 이라크 사람들은 어깨 으쓱이기를 다소 무례한 자신감의 신호로 해석할 수 있다.

## 갈리아식 어깨 으쓱이기
갈리아식 어깨 으쓱이기는 "일반적으로 수많은 의미를 지닌 미묘한 제스처"로, 아랫입술을 내밀고 눈썹과 어깨를 동시에 올리며, 무심한 bof를 말하면서 수행된다.

## 이모지
어깨 으쓱이기 제스처는 U+1F937 🤷 shrug로 포함된 유니코드 이모지이다.
유니코드 문자로 만들어진 어깨 으쓱이기 이모티콘은 shruggie로도 알려져 있으며, ¯\_(ツ)_/¯로도 입력되는데, 여기서 "ツ"는 일본어 가타카나의 つ 문자이다.

## 같이 보기
- 무관심 (감정)
- 메 (감탄사)